# Nipponomeconema surugaense
Nipponomeconema surugaense är en insektsart som beskrevs av Yamasaki 1983. Nipponomeconema surugaense ingår i släktet Nipponomeconema och familjen vårtbitare. Inga underarter finns listade i Catalogue of Life.